# Francisco Moura
Pour les articles homonymes, voir Moura (homonymie).
Francisco Moura, de son nom complet Francisco Sampaio Moura, est un footballeur portugais né le 16 août 1999 à Braga. Il est capable d'évoluer à tous les postes du flanc gauche du terrain au FC Porto.

## Biographie

### En club
Il joue à partir de 2018 avec l'équipe B du Sporting Braga,.

#### FC Porto
Le 2 septembre 2024, Francisco Moura quitte le FC Famalicão et signe un contrat de 5 ans au FC Porto en échange de la somme de 5 millions d'euros. Floqué de son numéro 74, il fait ses débuts le 15 septembre, au Estádio do Dragão, à l'occasion de la 5e journée de Primeira Liga contre le SC Farense (2-1). Il inscrit son premier but sous ses nouvelles couleurs en Ligue Europa contre l'AS Rome, le 13 février 2025, lors du match aller des barrages de la phase à élimination directe (1-1). Trois jours plus tard, servi par Fábio Vieira à la 48e minute de jeu, il inscrit son deuxième but et offre la victoire au FC Porto sur la pelouse du SC Farense (0-1).

### En sélection
Avec le Portugal des moins de 19 ans, il remporte le championnat d'Europe des moins de 19 ans en 2018. Il dispute notamment deux rencontres dont la finale contre l'Italie.

## Statistiques
| Saison                | Club                  | Championnat           | Championnat | Championnat | Championnat | Coupe nationale | Coupe nationale | Coupe nationale | Coupe de la Ligue | Coupe de la Ligue | Coupe de la Ligue | Supercoupe | Supercoupe | Supercoupe | Compétition(s) continentale(s) | Compétition(s) continentale(s) | Compétition(s) continentale(s) | Compétition(s) continentale(s) | Coupe du monde des clubs | Coupe du monde des clubs | Coupe du monde des clubs | Total | Total | Total |
| Saison                | Club                  | Division              | M.          | B.          | P.d.        | M.              | B.              | P.d.            | M.                | B.                | P.d.              | M.         | B.         | P.d.       | Comp.                          | M.                             | B.                             | P.d.                           | M.                       | B.                       | P.d.                     | M.    | B.    | P.d.  |
| 2018-2019             | SC Braga B            | Segunda Liga          | 5           | 0           | 0           | -               | -               | -               | -                 | -                 | -                 | -          | -          | -          | -                              | -                              | -                              | -                              | -                        | -                        | -                        | 5     | 0     | 0     |
| Sous-total            | Sous-total            | Sous-total            | 5           | 0           | 0           | 0               | 0               | 0               | 0                 | 0                 | 0                 | 0          | 0          | 0          | -                              | 0                              | 0                              | 0                              | 0                        | 0                        | 0                        | 5     | 0     | 0     |
| 2019-2020             | Académica de Coimbra  | Segunda Liga          | 10          | 1           | 1           | -               | -               | -               | -                 | -                 | -                 | -          | -          | -          | -                              | -                              | -                              | -                              | -                        | -                        | -                        | 10    | 1     | 1     |
| Sous-total            | Sous-total            | Sous-total            | 10          | 1           | 1           | 0               | 0               | 0               | 0                 | 0                 | 0                 | 0          | 0          | 0          | -                              | 0                              | 0                              | 0                              | 0                        | 0                        | 0                        | 10    | 1     | 1     |
| 2020-2021             | SC Braga              | Primeira Liga         | 5           | 2           | 0           | -               | -               | -               | -                 | -                 | -                 | -          | -          | -          | C3                             | 3                              | 0                              | 0                              | -                        | -                        | -                        | 8     | 2     | 0     |
| 2021-2022             | SC Braga              | Primeira Liga         | 27          | 2           | 0           | 3               | 0               | 0               | 2                 | 0                 | 0                 | -          | -          | -          | C3                             | 10                             | 0                              | 1                              | -                        | -                        | -                        | 42    | 2     | 1     |
| Sous-total            | Sous-total            | Sous-total            | 32          | 4           | 0           | 3               | 0               | 0               | 2                 | 0                 | 0                 | 0          | 0          | 0          | -                              | 13                             | 0                              | 1                              | 0                        | 0                        | 0                        | 50    | 4     | 1     |
| 2022-2023             | FC Famalicão (prêt)   | Primeira Liga         | 28          | 2           | 2           | 5               | 0               | 1               | 4                 | 0                 | 1                 | -          | -          | -          | -                              | -                              | -                              | -                              | -                        | -                        | -                        | 37    | 2     | 4     |
| 2023-2024             | FC Famalicão          | Primeira Liga         | 33          | 1           | 4           | 2               | 1               | 1               | 1                 | 0                 | 0                 | -          | -          | -          | -                              | -                              | -                              | -                              | -                        | -                        | -                        | 36    | 2     | 5     |
| Sous-total            | Sous-total            | Sous-total            | 61          | 3           | 6           | 7               | 1               | 2               | 5                 | 0                 | 1                 | 0          | 0          | 0          | -                              | 0                              | 0                              | 0                              | 0                        | 0                        | 0                        | 73    | 4     | 9     |
| 2024-2025             | FC Porto              | Primeira Liga         | 27          | 3           | 10          | 2               | 0               | 0               | 1                 | 0                 | 0                 | -          | -          | -          | C3                             | 9                              | 1                              | 1                              | 3                        | 0                        | 0                        | 42    | 4     | 11    |
| Total sur la carrière | Total sur la carrière | Total sur la carrière | 135         | 11          | 17          | 12              | 1               | 2               | 8                 | 0                 | 1                 | 0          | 0          | 0          | -                              | 22                             | 1                              | 2                              | 3                        | 0                        | 0                        | 180   | 13    | 22    |

## Palmarès
Portugal -19 ans
- Vainqueur du championnat d'Europe des moins de 19 ans en 2018.